# Международно биенале на хумора и сатирата в изкуствата
Международното биенале на хумора и сатирата в изкуствата се провежда всеки 2 години от 1973 г. през май в гр. Габрово.
Това е най-мащабната проява на габровския Дом на хумора и сатирата и същевременно най-реномираната изява за карикатуристите в България.
Биеналето традиционно има силно международно участие, като още на откриването на първото биенале през 1973 г. присъстват известните карикатуристи Жан Ефел (Франция) и Херлуф Бидструп (Дания).
Награди се присъждат за много жанрове и видове изкуства (карикатура, живопис, скулптура, хумористично-сатирична рисунка и илюстрация, сатирична графика, фотография и литература).

## Носители на Голямата наградастатуетката Златният Езоп
- 2011 – Георги Балабанов